# フィッシャー・アスレティックFC
フィッシャー・アスレティック・フットボール・クラブ（Fisher Athletic Football Club）はイングランド、ロンドン、サウスワークを本拠地とするサッカークラブチームである。2007-2008シーズンはカンファレンス・サウス（6部相当）に所属。

## タイトル

### 国内タイトル
- サウザンフットボールリーグ・サウザンディヴィジョン:2回

1982-1983,1999-2000
- サウザンフットボールリーグ・プレミアディヴィジョン:1回

1986-1987
- サウザンフットボールリーグ・イースタンディヴィジョン:1回

2004-2005
- サウザンリーグカップ:1回

1985

### 国際タイトル
- なし